# Chapelle Saint-Trémeur de Guilvinec
La chapelle Saint-Trémeur est un édifice situé au Guilvinec, en France.

## Localisation
La chapelle est située sur le territoire de la commune du Guilvinec, près d'un vallon et d'un étang de barrage dunaire, dans le département du Finistère, en région Bretagne.

## Description
La chapelle est construite durant la première moitié du XVIe siècle par le seigneur de Kergoz. Deux stèles de l'âge du fer sont situées sur le placître et témoignent de l'ancienneté de l'occupation du site. Selon la tradition, au XVIIIe siècle, les naufragés inconnus et les pauvres y étaient enterrés. En ruine après la Révolution française, elle fut restaurée en 1817 ; une fontaine (restaurée) se trouve en son contrebas de la chapelle : elle était censée guérir les migraines et les maux de tête. À proximité se trouve l'ancien four banal à pain de Prat an Ilis (« pré de l'église » en breton). Depuis 2009, elle a été à nouveau restaurée grâce à une souscription et avec l'aide de la Fondation du patrimoine et sert désormais de lieu d'exposition durant l'été,.

## Historique
La chapelle est inscrite au titre des monuments historiques par arrêté du 4 mars 1935.

## Galerie

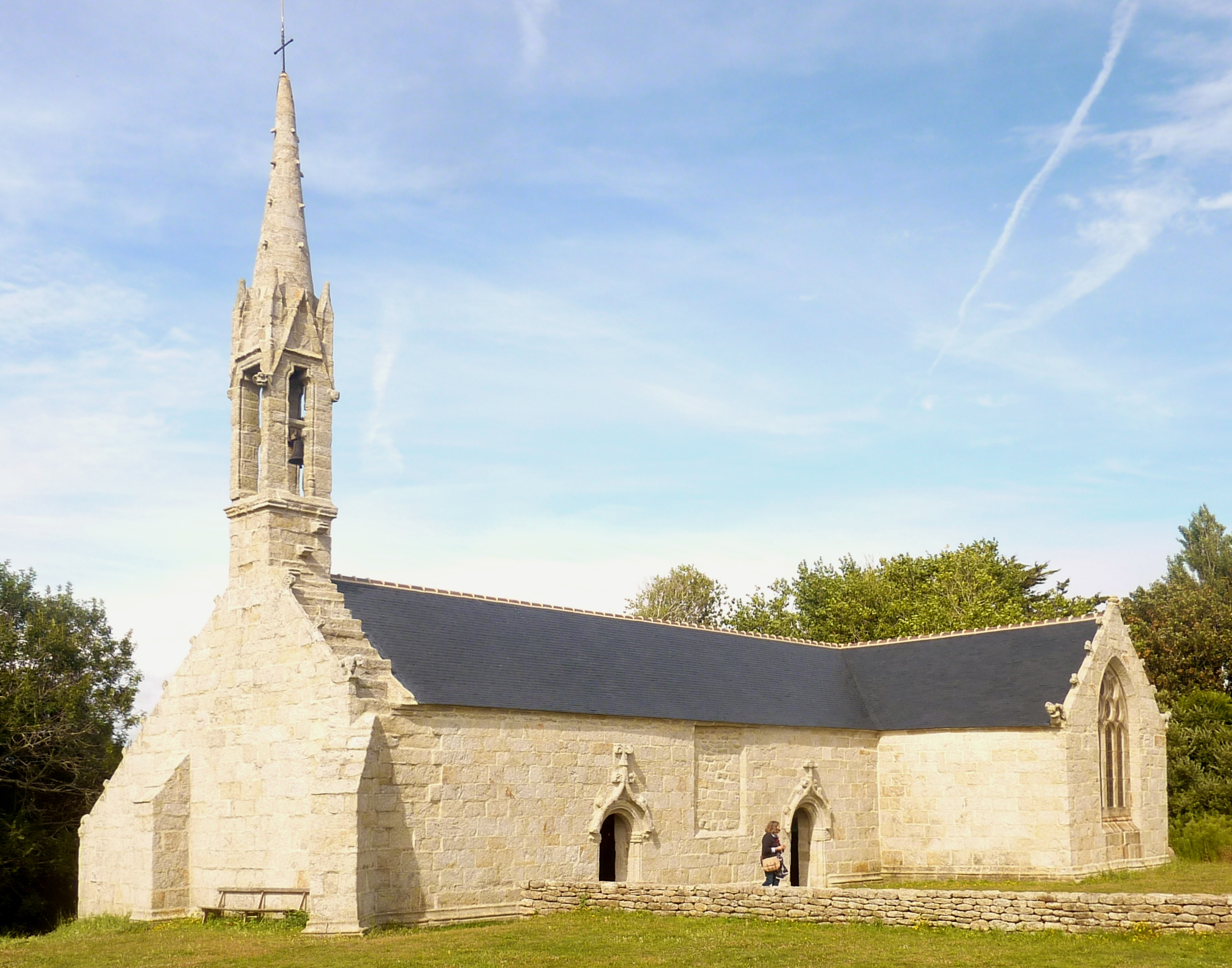
Vue extérieure.
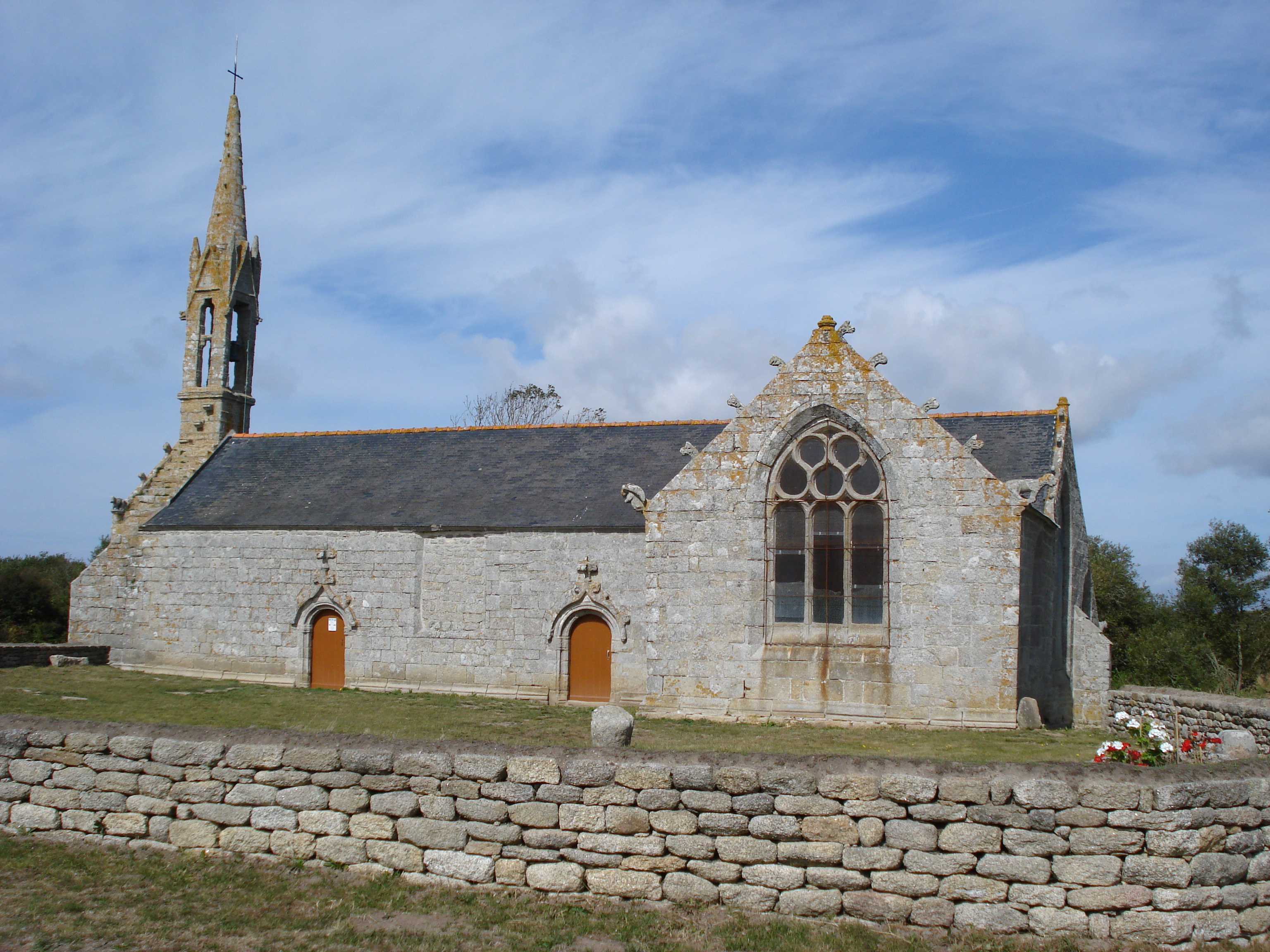
Vue extérieure.
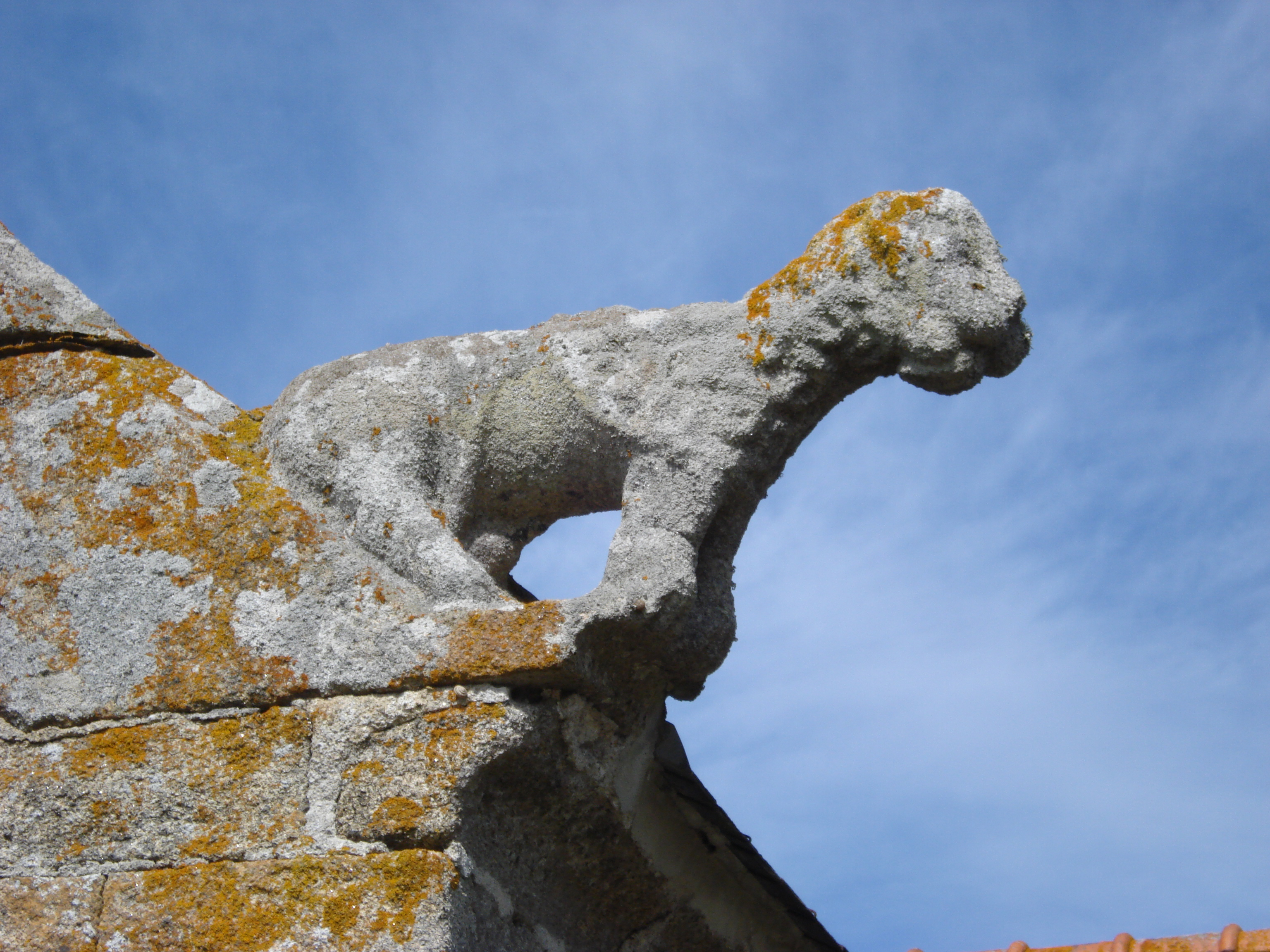
Vue extérieure, détail d'une sculpture.
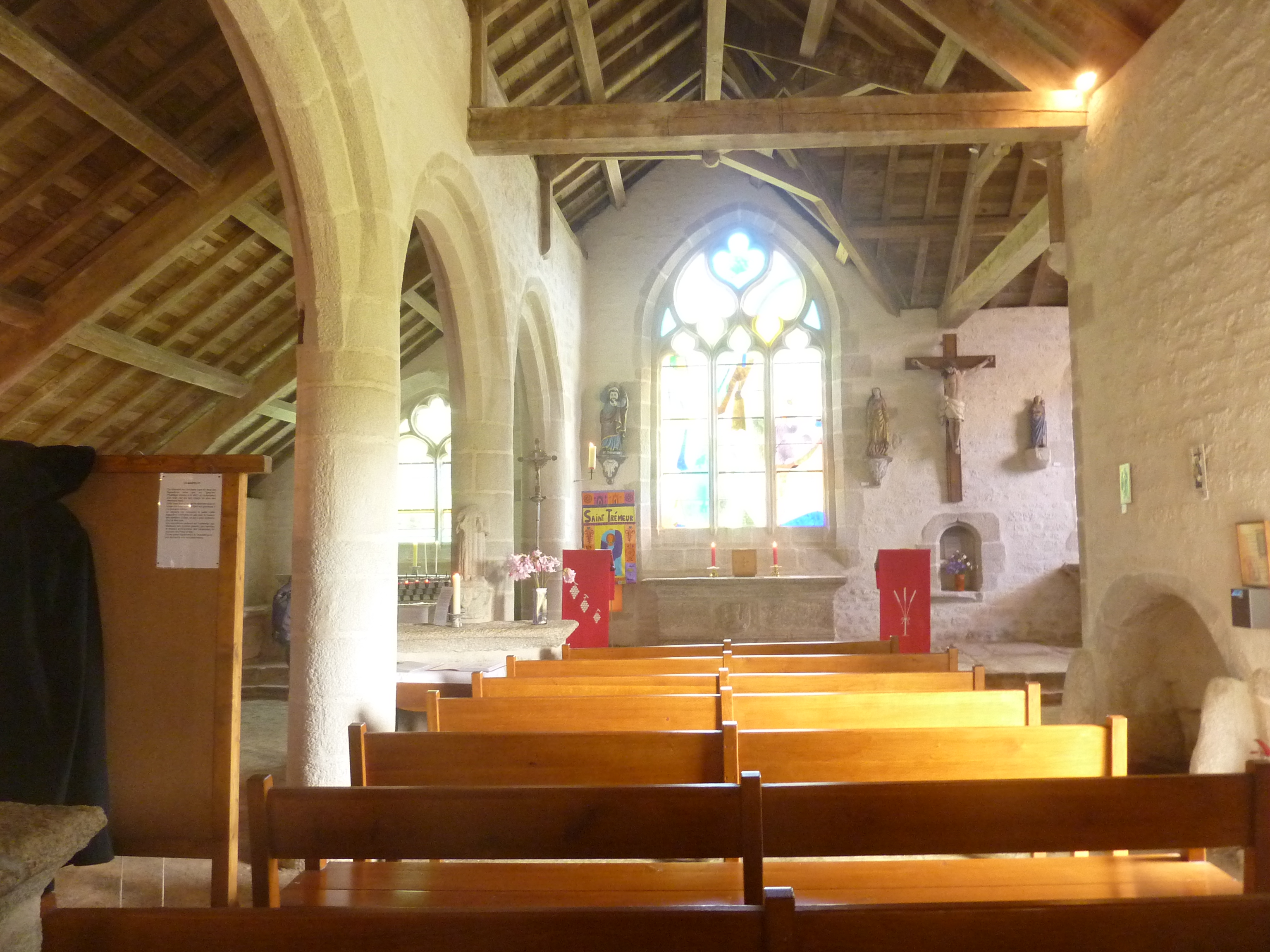
Vue intérieure d'ensemble.
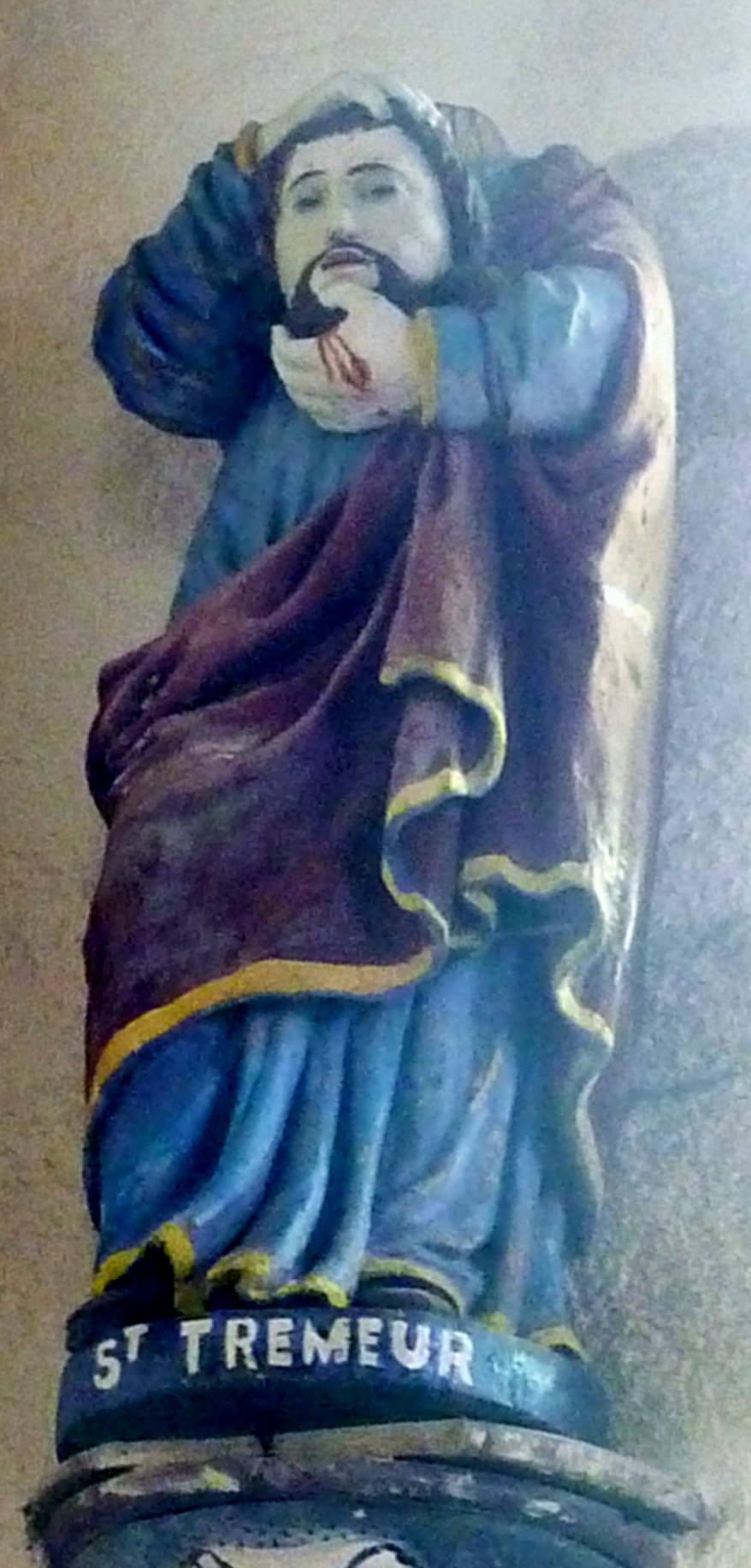
Statue de saint Trémeur.
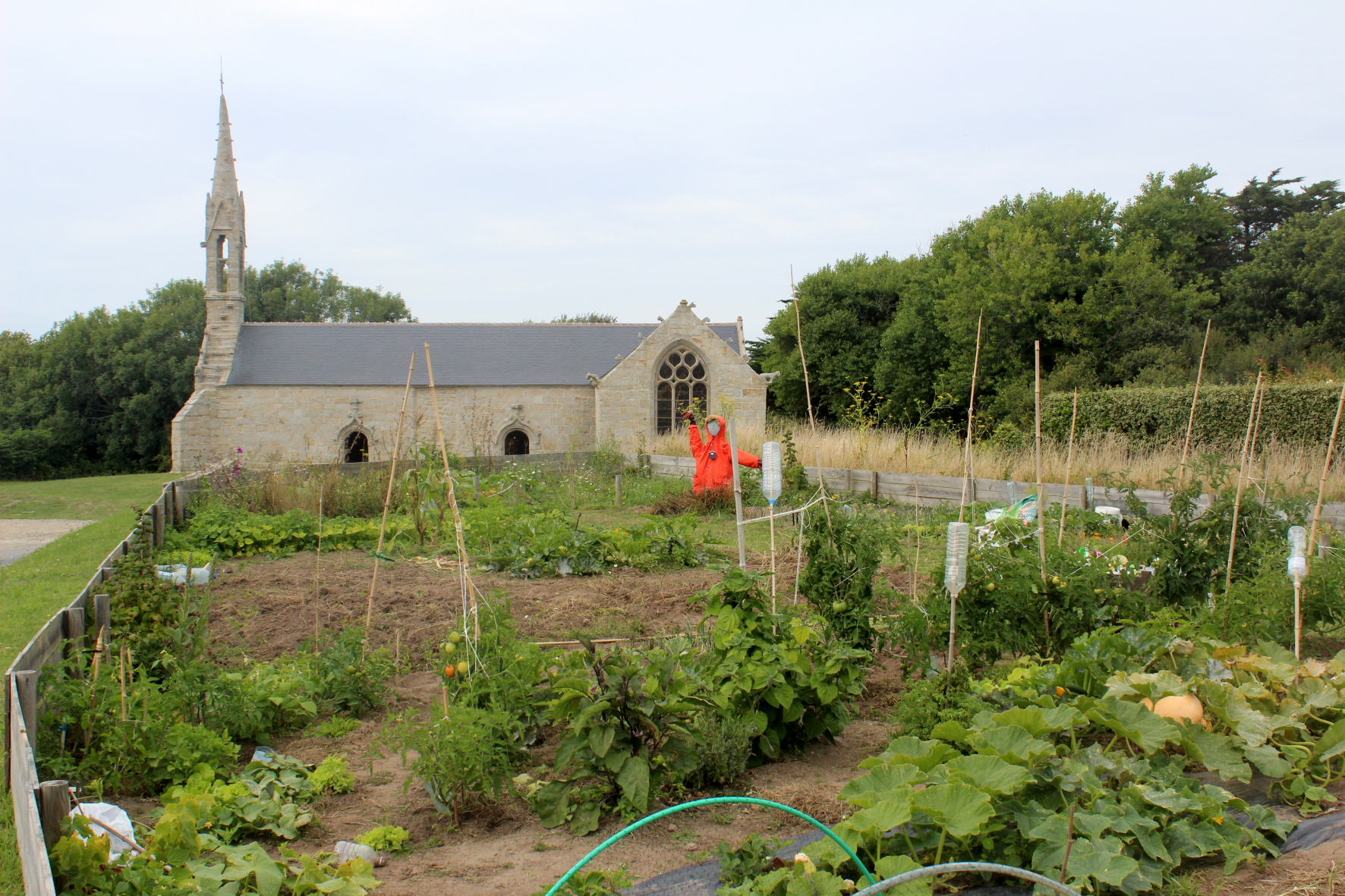
Le jardin partagé devant la chapelle.
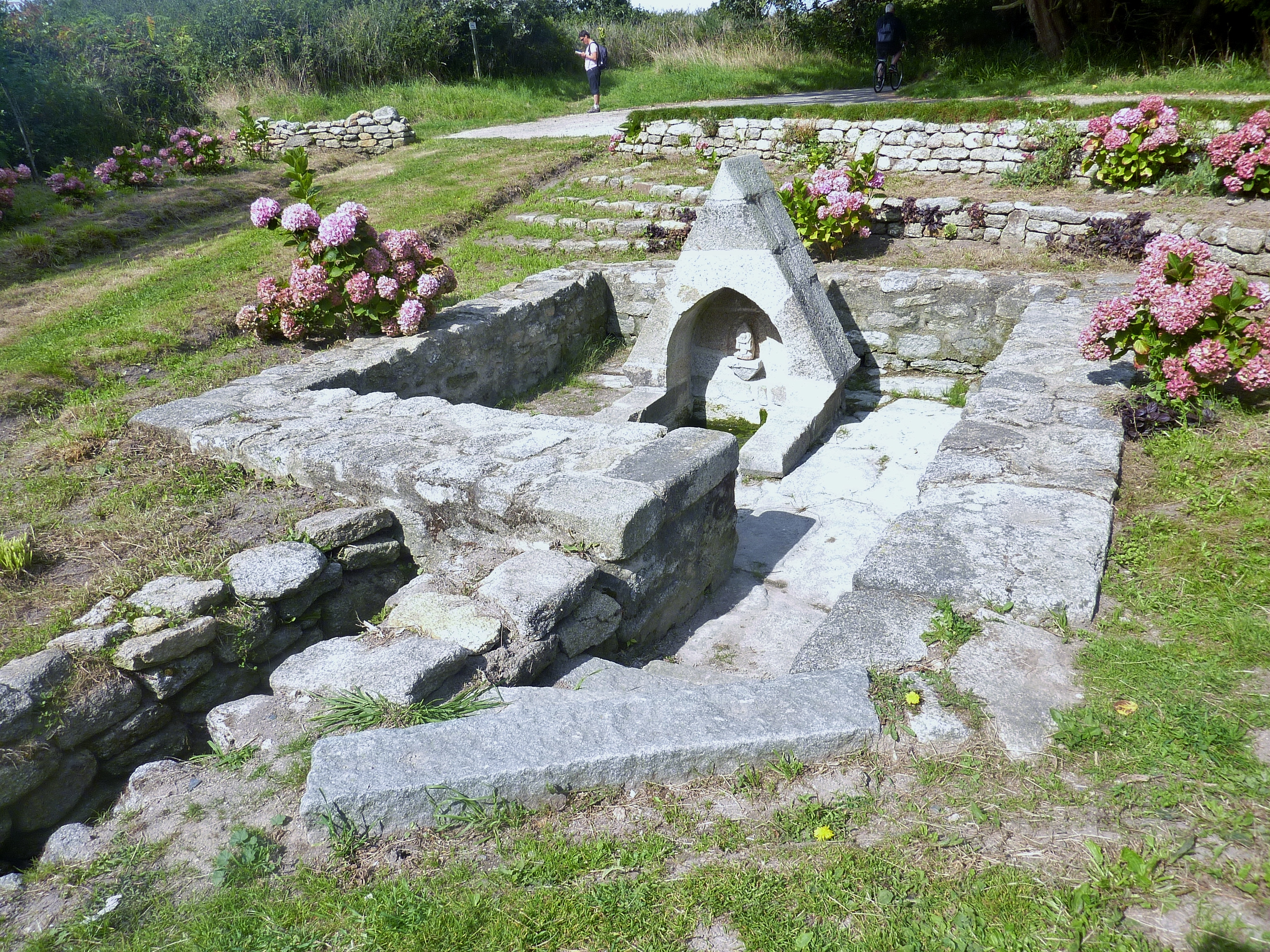
La fontaine Saint-Trémeur.
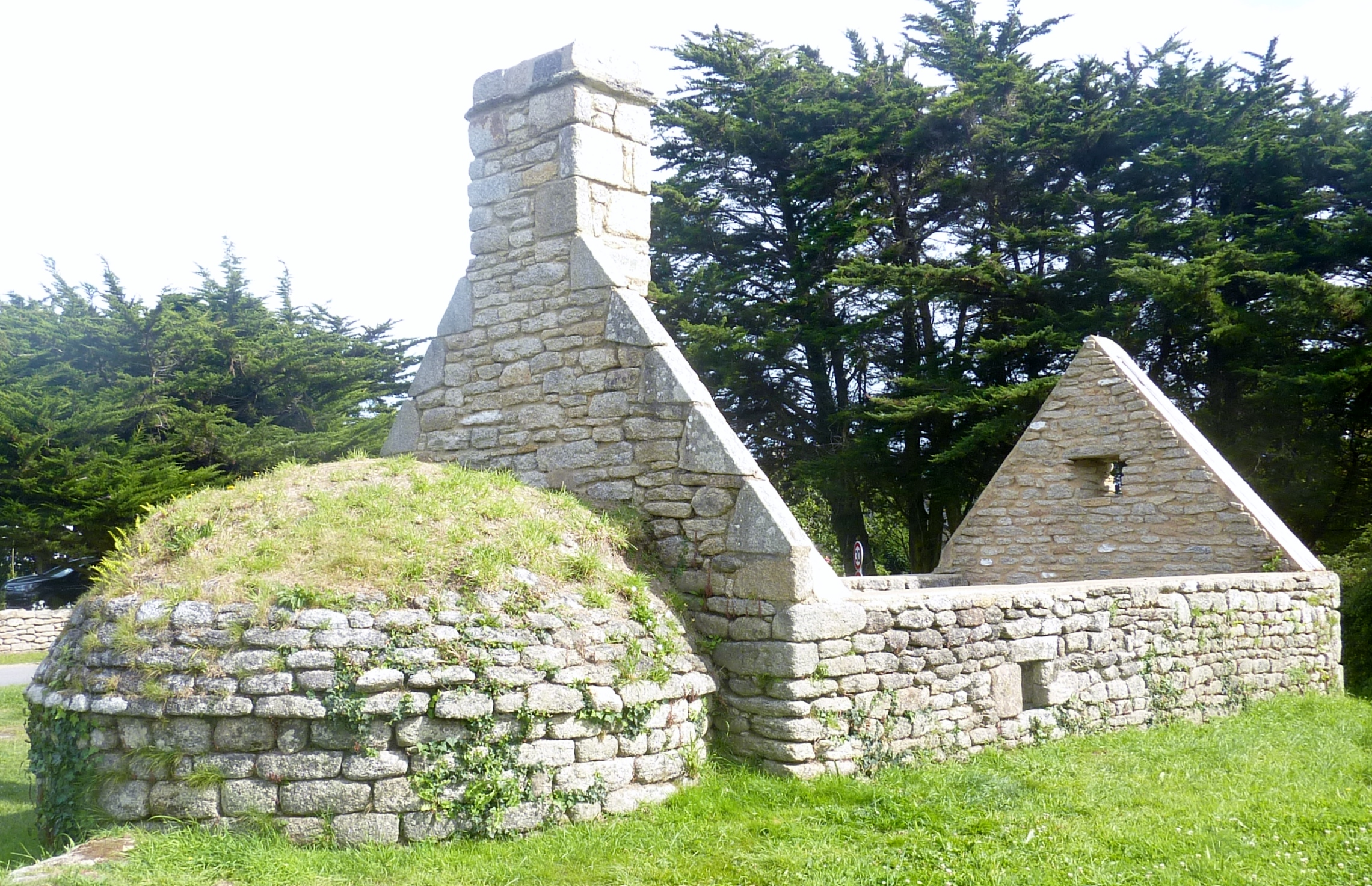
L'ancien four à pain de Prat an Ilis (XVIe siècle).